# Edward Conze
Edward Conze (Lewisham, 18 de março de 1904 - Yeovil, 24 de setembro de 1979) foi um escritor alemão de origem britânica, estudioso do marxismo e do budismo. Ele emigrou para a Grã-Bretanha em 1933 e ali viveu até falecer. 

## Biografia
Os pais de Conze, Dr. Ernst Conze (1872–1935) e Adele Louise Charlotte Köttgen (1882–1962), eram de famílias ligadas à indústria têxtil na região de Langenberg, Alemanha. No entanto, Ernst Conze tinha um doutoramento em Direito e serviu no Ministério das Relações Exteriores e mais tarde como juiz. Conze nasceu em Londres enquanto seu pai era vice-cônsul e, portanto, tinha direito à cidadania britânica. 
Conze estudou em Tubinga, Heidelberga, Kiel, Colónia e Hamburgo. Em 1928, ele publicou sua dissertação, Der Begriff der Metaphysik bei Franciscu Suarez, e recebeu um doutoramento em filosofia pela Universidade de Colónia. Ele fez um trabalho de pós-graduação em várias universidades alemãs e, em 1932, publicou Der Satz vom Widerspruch (O Princípio da Contradição), que considerou seu trabalho mestre. Por ser um trabalho sobre a teoria do materialismo dialético, atraiu a atenção hostil dos nazis e a maioria das cópias foram publicamente queimadas numa campanha conduzida pela União dos Estudantes Alemães em maio de 1933. No início dos anos 30, Conze associou-se e ajudou a organizar atividades para o Partido Comunista da Alemanha. Quando os nazis chegaram ao poder em 1933, fugiu para a Grã-Bretanha.
Na Inglaterra, Conze ensinou alemão, filosofia e psicologia em aulas noturnas e, posteriormente, deu palestras sobre budismo e Prajñāpāramitā em várias universidades. No entanto, teve que recusar o único cargo académico permanente que lhe foi oferecido porque as autoridades de imigração dos EUA recusaram uma permissão de trabalho com base no seu passado como comunista. 
Uma crise de meia-idade em 1941 fê-lo adotar o budismo como sua religião, tendo sido anteriormente influenciado pela teosofia e astrologia . Passou um breve período em New Florest meditando e procurando de um estilo de vida ascético (durante o qual desenvolveu escorbuto). No final deste período, mudou-se para Oxford, onde começou a trabalhar em textos sânscritos da tradição Prajñāpāramitā. Continuou a trabalhar nesses textos pelo resto da sua vida. 
Conze foi casado duas vezes: com Dorothea Finkelstein e Muriel Green. Teve uma filha com Dorothea. 
Em 1979, Conze publicou dois volumes de memórias intituladas Memórias de um Gnóstico Moderno. Conze produziu um terceiro volume que continha material considerado muito inflamatório ou difamatório para publicar enquanto os sujeitos estivessem vivos. Nenhuma cópia do terceiro volume é conhecida. As Memórias são as principais fontes da biografia de Conze e revelam muitos detalhes sobre sua vida e atitudes pessoais. 

## Academia
Conze foi educado em várias universidades alemãs e mostrou uma propensão para as línguas. Este alegou que, aos 24 anos, conhecia catorze idiomas.
O primeiro grande trabalho publicado de Conze foi sobre a teoria do materialismo dialético. Isso continua recebendo atenção, com seu livro O Princípio da Contradição sendo reimpresso em 2016.
Após uma crise de meia-idade, Conze voltou-se para o budismo e foi particularmente influenciado por Daisetsu Teitaro Suzuki. Ele construiu a sua reputação através das suas edições e traduções de textos em sânscrito da literatura budista Prajñāpāramitā. Publicou várias traduções de todos os principais textos do género, incluindo Aṣṭasāhasrikā (linha 8000), Ratnaguṇasamcayagāthā, Pañcaviṃśatisāhasrikā (linha 25.000), Vajracchedikā e Prajñāpāramitāhrdaya. Tudo isso mostra a influência explícita da Teosofia de Suzuki infundida no Budismo Zen. 
Uma análise à obra completa da obra de Conze confirma que ele era um homem de indústria e foco. Sua contribuição no campo dos estudos budistas, particularmente da literatura Prajñāpāramitā, teve uma grande influência nas gerações subsequentes. 

## Legado
Em seu ensaio Great Buddhists of the Twentieth Century (Windhorse Publications: 1996), o escritor britânico e professor de budismo Sangharakshita escreve que "o Dr. Conze era uma figura complexa e não é fácil avaliar seu significado geral ... Ele era um elitista confesso o que geralmente é algo que as pessoas têm vergonha hoje em dia, mas ele não tinha vergonha disso ... Nem aprovava a democracia ou o feminismo, o que o torna um verdadeiro ogro de 'incorreção política'." No entanto, Sangharakshita resume o legado de Conze como um estudioso do budismo da seguinte forma: 
| “ | O Dourtor Konze foi um dos grandes tradutores budistas, comparável aos infatigáveis tradutores chineses Kumarajiva e Hsuan-tsang do quinto e sétimo séculos respectivamente. É especialmente significativo, penso, que um académico do budismo tenha também tentado praticá-lo, especialmente a meditação. Isto era muito incomum para a época em que ele começou o seu trabalho, e ele foi considerado – nos anos 40 e 50 – como sendo excêntrico. Não era supostos os académicos terem envolvimento pessoal no seu tema. Era suposto eles serem ‘objectivos’. Portanto ele era um precursor de uma nova geração de estudiosos ocidentais em budismo que são na verdade praticantes de budismo. | ” |

Ji Yun, professor no Colégio Budista de Singapura, descreve o legado de Conze da seguinte forma: 
| “ | Até ao dia de hoje, Edward Conze (1904-1979), o académico germano-britânico tem que ser considerado, não como um dos muitos, mas como o mais importante pesquisador em literatura prajñāpāramitā. Este génio da linguística Budista [sic.] e filologista devotou a sua vida inteira à compilição, tradução e pesquisa da literature Prajñāpāramitā em sânscrito, tibetano e chinês – uma linguagem relativamente negligenciada pelos académicos europeus antes deste. Embora a pesquisa desse escritor prolífico cubra bem além da categoria Prajñāpāramitā, os seus trabalhos dedicados exclusivamente a este, de acordo com uma contagem incompleta pelo académico Japonês Yuyama Akira 汤山明, inclui 16 livros e 46 artigos... Na história da pesquisa Prajñāpāramitā Conze pode ser considerado como um académico formidável sem comparação, superando [sic.] todos os investigadores do passado e talvez até futuros nas suas conquistas. | ” |